# Гомілетика

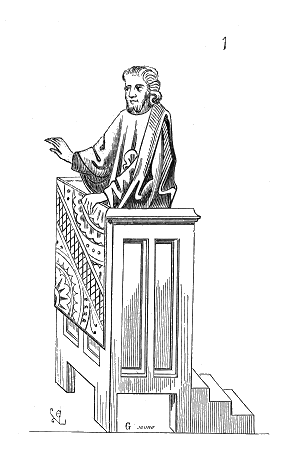
Середньовічна проповідь

Гоміле́тика (від грец. ὁμιλητής — проповідь, бесіда) — застосування риторики для релігійного проповідництва. Вважається, що першим її курсом була «Християнська доктрина» Аврелія Августина (354—430 рр.), а остаточно сформувала доктрина Папи Григорія І (Григорія Двоєслова, нар.бл.450 р.) «Пастирське правило».
Володіє кількома енциклопедичними визначеннями:
1. наука про церковне красномовство або інакше про проповідництво
2. церковно-богословська наука, що вивчає правила церковного красномовства або проповідництва
3. вчення про християнське церковне проповідництво

## Склад
Складається із кількох частин:
Перша із частин − фундаментальна або принципова гомілетика, що вивчає питання про істоту чи природу проповіді, наприклад в якій мірі відносяться церковна проповідь і ораторське мистецтво.
Друга частина − матеріальна гомілетика має нормативний характер і займається питанням складу проповіді. До прикладу у Західній Європі кінця Середньовіччя відбувалось масове захоплення античною літературою, таким чином твори поєднувались із проповідями, і хоч гомілетика уникає історизму все ж це послуговує унікальним історичним джерелом, крізь призму якого відображаються окремі цікаві деталі своєї епохи.
Третя частина — формальна або конструктивна, займається розглядом побудови проповіді і її викладу, манеру проголошення і навіть міміку й пози проповідника.

## Проповідництво в Україні IX–XVIII ст.
Історія Г. в Україні сягає часів Київської Русі, коли на теренах Давньоруської держави набули поширення перекладені повчання отців Церкви, серед них – Івана Золотоустого, Василія Великого, Григорія Богослова та ін. (див. Патристика). Поруч з перекладеними збірками проповідей фіксуються також тексти давньоруських та балканських авторів, зокрема митрополита Іларіона, Кирила Туровського, Климента Смолятича та Климента Охридського. Серед проповідей, підписаних іменами отців Церкви, трапляються оригінальні тексти українських та білоруських авторів. Поширеними були збірки проповідей, що отримали назву "Золотоусти". Від середини XV ст. набувають поширення Учительні Євангелія – перекладені з грецької мови збірки проповідей, одним з авторів яких був, зокрема, константинопольський патріарх Іоанн Агапіт (XII ст.). Цей збірник зазнав незначних змін і був виданий у Заблудові (1569; див. Заблудівське Євангеліє), Вільно (нині м. Вільнюс; 1580 і 1595), Крилосі (1606) та Києві (1637). Авторами низки збірок напучувального змісту були також Мелетій Смотрицький та Кирило (Транквіліон) Ставровецький. В останній третині 16 ст. набули поширення на теренах Галичини, Волині, Підляшшя, Закарпатської України рукописні Учительні Євангелія оригінального змісту. В основу цих текстів були покладені проповіді польськомовного протестантського автора Миколая Рея. В цих збірниках фіксуються також тексти апокрифічного (див. Апокрифи) походження. Перероблені православним авторами, вони залишалися одними з найпопулярніших книжок відповідного змісту аж до кінця XVII ст. В середині XVII ст. постає київська проповідницька школа, що згуртувалася довкола Києво-Могилянського колегіуму (див. Києво-Могилянська академія). Серед її представників – Лазар Баранович, Антоній Радивиловський, Дмитро Туптало (Димитрій Ростовський), Іоанікій Галятовський. Проповіді останнього та його підручник з проповідництва набули поширення по всьому східно-слов'янському культурному просторі. Друк українських проповідей тривав також у XIX ст.